# Сальмія
Сальмія (араб. السالمية) — місто в провінції (мухафаза) Хаваллі, один із 9 районів провінції, частина Ель-Кувейтської агломерації. другий по населенню район Кувейту (1-й у провінції) і один з найбільших передмість Ель-Кувейту. Площа — 14,2 км². Населення — 290 758 осіб (2015 рік).
Розташований на півночі провінції і займає мис, в декількох кілометрах від столиці країни, на узбережжі Перської затоки. Місто відоме з 1960-х. У період війни у Перській затоці (1991) місто було повністю зруйноване під час іракської окупації, потім в 1993 році, після закінчення війни, знову відновлене.
У період 2010—2015 роки зростання населення склало +4,04 %/рік.
В Сальмії є два порти з поромними переправами, також тут розташований стадіон «Тамір» — домашня арена футбольного клубу «Ас-Сальмія». Крім цього у місті знаходиться Американський університет в Кувейті, Французька школа в Кувейті, Пакистанська школа і коледж, Індійська школа громади, Індійська англійська академічна школа.

## Клімат
| Кліматограма Сальмії                                                                           | Кліматограма Сальмії | Кліматограма Сальмії | Кліматограма Сальмії | Кліматограма Сальмії | Кліматограма Сальмії | Кліматограма Сальмії | Кліматограма Сальмії | Кліматограма Сальмії | Кліматограма Сальмії | Кліматограма Сальмії | Кліматограма Сальмії |
| ---------------------------------------------------------------------------------------------- | -------------------- | -------------------- | -------------------- | -------------------- | -------------------- | -------------------- | -------------------- | -------------------- | -------------------- | -------------------- | -------------------- |
| С                                                                                              | Л                    | Б                    | К                    | Т                    | Ч                    | Л                    | С                    | В                    | Ж                    | Л                    | Г                    |
| 42 19 12                                                                                       | 11 22 13             | 5 25 16              | 8 31 19              | 8 35 26              | 1 42 30              | 1 41 31              | 1 43 33              | 1 39 30              | 2 35 27              | 65 24 20             | 18 12                |
| Середня макс. і мін. температури повітря (°C) Атмосферні опади (мм), за рік : 163 мм. Джерело: |                      |                      |                      |                      |                      |                      |                      |                      |                      |                      |                      |